# Nicolaus Witte
Nicolaus Witte, ab 1666 Nicolaus Witte von Lilienau (* 6. Dezember 1618 in Riga; † 5. Januar 1688 ebenda) war ein deutsch-baltischer Mediziner und Erster Stadtphysikus in Riga.

## Leben
Nicolaus Witte war ein Sohn des Ratsherrn Hans Witte († 1623) und seiner Frau Anna, geb. Dassel. Johann Witte und Henning Witte waren seine Cousins. Er besuchte erst die Stadtschule, dann das Gymnasium in Riga. Ab September 1640 studierte er an der Universität Rostock zur gleichen Zeit, als sein Rigaer Lehrer Lorenz Bodock dorthin als Professor der Rhetorik berufen wurde. Von dort ging er im Herbst 1642 an die Universität Leiden, wo er 1648 zum Dr. med. promoviert wurde. Zwischendurch verbrachte er 1647 an der Universität Franeker. Es ist möglich, dass die heftigen Angriffe auf den Cartesianismus in jenem Jahr in Leiden ein Auslöser für diesen Ortswechsel waren. In seiner Zeit in den Niederlanden war er Respondent dreier Disputationen: Die erste in Leiden 1645 handelte von Bauchwassersucht, die zweite in Franeker 1647 unter dem Vorsitz von Johannes Antonides van der Linden von den Ursachen der Arthritis, und in der dritten, seiner Inauguraldissertation in Leiden 1648, ging es um die Pest. In allen drei Schriften vertrat Witte sehr moderne physiologische Ansichten, vermutlich geprägt durch seinen Lehrer Johannes Walaeus (1604–1649). Er übernahm William Harveys damals noch sehr neue Einsichten zum Blutkreislauf und widmete seine Disputation von 1645 René Descartes. Seine Disputation von 1647 widmete er Thomas Bartholin, den er 1646 in Leiden kennengelernt hatte.
Nach weiteren Reisen durch Frankreich, Schweden (hier erlebte er 1650 die Krönung von Königin Christina mit) und Deutschland kehrte er nach Riga zurück.
1652 wurde er zum Zweiten Stadtphysicus von Riga bestellt. 1663 stieg er zum ersten Stadtphysicus auf. Der schwedische König Karl XI. ernannte ihn zu seinem Leibarzt und erhob ihn für seine Verdienste im Kampf gegen die Pest, die als Folge der russischen Belagerung von Riga (1656) im Zweiten Nordischen Krieg ausgebrochen war, am 20. Oktober 1666 als Witte von Lilienau in den Adelsstand.
Neben medizinischen Schriften verfasste er Gelegenheitsschriften und -gedichte in deutscher und lateinischer Sprache. Seine Zeitgenossen rühmten, dass er vieler Sprachen mächtig gewesen sei. Philipp von Zesen führte Niklaß Weisse von Liljenau mit dem Beinamen Der Selbliche als Mitglied der Deutschgesinnten Genossenschaft.
Von ihm ist eine Eintragung von 1652 im Album amicorum von Johann Christoph Cramer in der Württembergischen Landesbibliothek in Stuttgart erhalten.
Er war verheiratet mit Gertrud, geb. von Höveln, der Tochter seines Vorgängers Johann von Höveln. Seine letzten Lebensjahre waren von Schicksalsschlägen überschattet: seine Frau starb 1678, sein Sohn Johannes als Student 1679 und seine Töchter Catharina Christina 1680 und Gertruta Wilhelmine 1685.
Sein Cousin Henning Witte schrieb seine Leichenschrift.

## Werke
- Hydrops ascites. Leiden 1645
- Meditationes De Cavsis Arthritidis. Franeker: Balck 1647

Digitalisat, Stadtbibliothek Lübeck
- De pestilentia. Leiden 1648
- Unterricht von der Pestseuche, die anno 1657 zu Riga und in Livland grassiret. Riga 1657